# Eishockey-Oberliga 1971/72
Die Saison 1971/72 der Eishockey-Oberliga war die 14. Spielzeit der Liga als zweithöchste deutsche Eishockeyspielklasse unter der Bundesliga. Der Meister Berliner Schlittschuhclub stieg ebenso wie der zweitplatzierte EV Rosenheim, der vom Rückzug von Preussen Krefeld aus der Bundesliga profitierte, direkt in die auf zehn Mannschaften aufgestockte höchste Spielklasse auf. Da sich die Düsseldorfer EG 1b vorzeitig vom Spielbetrieb zurückzog, gab es in dieser Spielzeit keinen sportlich ermittelten Absteiger in die Regionalliga, aus welcher der Duisburger SC, Eintracht Frankfurt und der EHC Stuttgart aufstiegen.

## Voraussetzungen

### Teilnehmer
Nach der Vorsaison hatten sich die SG Oberstdorf/Sonthofen aufgelöst, die Eishockeyabteilung des BFC Preussen war dem Berliner Schlittschuhclub angeschlossen und Eintracht Frankfurt hatte sich in die Regionalliga zurückgezogen. Der EC Hannover war abgestiegen, Preussen Krefeld in die Bundesliga aufgestiegen. Neu in der Liga waren die 1b der Düsseldorfer EG, TSV Straubing und EV Regensburg, sowie der Absteiger aus der Bundesliga Mannheimer ERC. Damit startete die Saison nur mit 15 Mannschaften.
- Berliner Schlittschuhclub
- EC Deilinghofen
- ERC Westfalen Dortmund
- Düsseldorfer EG 1b (Aufsteiger)
- Kölner EK
- EV Landsberg
- Mannheimer ERC (Absteiger)
- TEV Miesbach
- EV Mittenwald
- SG Nürnberg
- EV Pfronten
- EV Ravensburg
- EV Regensburg (Aufsteiger)
- EV Rosenheim
- TSV Straubing (Aufsteiger)

### Modus
Wie Vorjahr wurde die Oberliga eingleisig und in Form einer Doppelrunde ausgespielt, sodass jeder Verein jeweils zwei Heim- und zwei Auswärtsspiele gegen die übrigen Mannschaften bestritt. Der Meister stieg direkt in die Bundesliga auf, während der Letztplatzierte in die entsprechende Gruppe der Regionalliga absteigen musste. Durch den Rückzug von Preussen Krefeld aus der Bundesliga stieg auch der Zweitplatzierte direkt in die höchste Spielklasse auf, während aufgrund der Einstellung des Spielbetriebs der Düsseldorfer EG 1b auf einen weiteren sportlichen Absteiger verzichtet wurde.

## Abschlusstabelle
|     |                           | Sp | S  | U | N  | Tore    | Punkte |
| --- | ------------------------- | -- | -- | - | -- | ------- | ------ |
| 01. | Berliner Schlittschuhclub | 26 | 19 | 4 | 3  | 165:081 | 42:10  |
| 02. | EV Rosenheim              | 26 | 17 | 4 | 5  | 155:084 | 38:14  |
| 03. | EC Deilinghofen           | 26 | 16 | 4 | 6  | 121:086 | 36:16  |
| 04. | Mannheimer ERC            | 26 | 17 | 1 | 8  | 167:102 | 35:17  |
| 05. | SG Nürnberg               | 26 | 15 | 3 | 8  | 153:099 | 33:19  |
| 06. | TEV Miesbach              | 26 | 14 | 1 | 11 | 104:120 | 29:23  |
| 07. | Kölner EK                 | 26 | 12 | 3 | 11 | 150:122 | 27:25  |
| 08. | EV Landsberg              | 26 | 12 | 2 | 12 | 117:109 | 26:26  |
| 09. | EV Pfronten               | 26 | 12 | 2 | 12 | 104:113 | 26:26  |
| 10. | EV Ravensburg             | 26 | 11 | 3 | 12 | 110:113 | 25:27  |
| 11. | TSV Straubing             | 26 | 9  | 2 | 15 | 098:126 | 20:32  |
| 12. | EV Mittenwald             | 26 | 5  | 3 | 18 | 084:183 | 13:39  |
| 13. | ERC Westfalen Dortmund    | 26 | 5  | 2 | 19 | 090:172 | 12:40  |
| 14. | EV Regensburg             | 26 | 1  | 0 | 25 | 060:168 | 02:50  |
| –   | Düsseldorfer EG 1b        | 11 |    |   |    | 043:070 | 06:16  |

Abkürzungen: Sp = Spiele, S = Siege, U = Unentschieden, N = Niederlagenr

Erläuterungen: Aufstieg in die Bundesliga, Rückzug